# Дуэльный пистолет
Дуэльный пистолет — огнестрельное дуэльное оружие.

## История
В XVIII веке на дуэлях всё большее распространение получает огнестрельное оружие, главным образом — курковые однозарядные пистолеты. Применение пистолетов снимает главную проблему всех дуэлей с использованием физической силы или холодного оружия — влияние на результат разницы в возрасте и физической подготовки дуэлянтов. Если при дуэли на холодном оружии один из участников был существенно более искусен в фехтовании, то он вообще не подвергался опасности, так как значительно эффективнее защищался, а в пистолетной дуэли даже плохой стрелок мог, выстрелив первым, попасть случайно; таким образом, оба участника дуэли, независимо от уровня подготовки, подвергались смертельной опасности. В некоторых видах пистолетных дуэлей искусственно увеличивалось влияние фактора случайности (см. ниже). Для уравнивания шансов дуэлянтов дуэльные пистолеты делали парными, абсолютно идентичными и ничем друг от друга не отличающимися, за исключением цифры 1 или 2 на стволе. Любопытно, что сначала в практику вошли пистолетные дуэли верхом на лошадях, и лишь позже появилась широко известная сейчас пешая форма.
К началу XIX века с уходом шпаги из повседневного обихода пистолеты стали основным дуэльным оружием. Дуэль на кремнёвых пистолетах подробно описана в романе Пушкина «Евгений Онегин»:
Вот пистолеты уж блеснули,

Гремит о шомпол молоток,

В граненый ствол уходят пули,

И щелкнул в первый раз курок.

Вот порох струйкой синеватой

На полку сыплется. Зубчатый,

Надежно ввинченный кремень

Взведен еще…
Из пистолетных мастеров наполеоновской эпохи особенно славился Жан Ле Паж (Лепаж), на пистолетах которого стрелялись герои Пушкина и сам Пушкин, кроме своей последней роковой дуэли. С Дантесом Пушкин стрелялся из пистолетов дрезденского мастера Карла Ульриха, принадлежавших французскому посланнику де Баранту. Принято считать, что из этих же пистолетов брат де Баранта Эрнест через три года стрелялся с Лермонтовым, однако это не так. Изложение обстоятельств поединка в лермонтовском военно-судном деле делает такие попытки совершенно несостоятельными: «Выбор оружия предоставлен был де Баранту, как считавшему себя обиженным, и он выбрал шпаги, которые привезены были секундантом его; но в самом начале дуэли, у шпаги Лермонтова переломился конец, и Барант нанес ему в грудь легкую рану, которая заключалась в поверхностном только повреждении кожи. После того они, по сделанному предварительно условию, взяли пистолеты, которые привезены были секундантом Лермонтова, и должны были стрелять вместе по счету». То есть шпаги доставил к месту дуэли виконт Рауль д’Англес, секундант Э. де Баранта; пистолеты же привёз А. А. Столыпин («Монго»), секундант Лермонтова; следовательно, на исход дуэли Лермонтова с де Барантом пистолеты последнего не применялись (хотя, возможно, на месте дуэли присутствовали). Ныне они хранятся в Музее почт в Гренобле (Франция). Пистолеты Ульриха в отличие от Ле Пажа были не кремнёвые, а более совершенные — капсюльные.
В XX веке на дуэлях продолжали использовать однозарядные пистолеты старого образца, c капсюльным замком — в остальных областях жизни они давно были вытеснены револьверами и автоматическими пистолетами. На таких пистолетах, в частности, Максимилиан Волошин стрелялся с Николаем Гумилёвым.
Гораздо реже для дуэлей применялось длинноствольное огнестрельное оружие (дуэль на ружьях, винтовках, карабинах) и многозарядные пистолеты или револьверы.

#### Дуэли на пистолетах
Видов дуэлей на пистолетах существует больше, чем на холодном оружии. Во всех случаях для дуэли использовались парные однозарядные пистолеты. Оружие не должно было быть знакомым никому из противников, этому придавалось большое значение, так как до эпохи массового промышленного производства каждый экземпляр оружия имел выраженные индивидуальные особенности, и знакомый с пистолетом дуэлянт мог получить серьёзное преимущество. Противники приезжали на поле чести каждый со своей парой пистолетов, свидетельствовали честным словом, что оружие не пристреляно, затем жребием определяли, из чьих пистолетов стреляться.